# Боткампська обсерваторія
Боткампська обсерваторія (нім. Sternwarte Bothkamp) — історична астрономічна обсерваторія в Німеччині, яка від 1870 по 1914 рік працювала на краю маєтку Боткамп в районі Плен на південь від Кіля.

## Історія

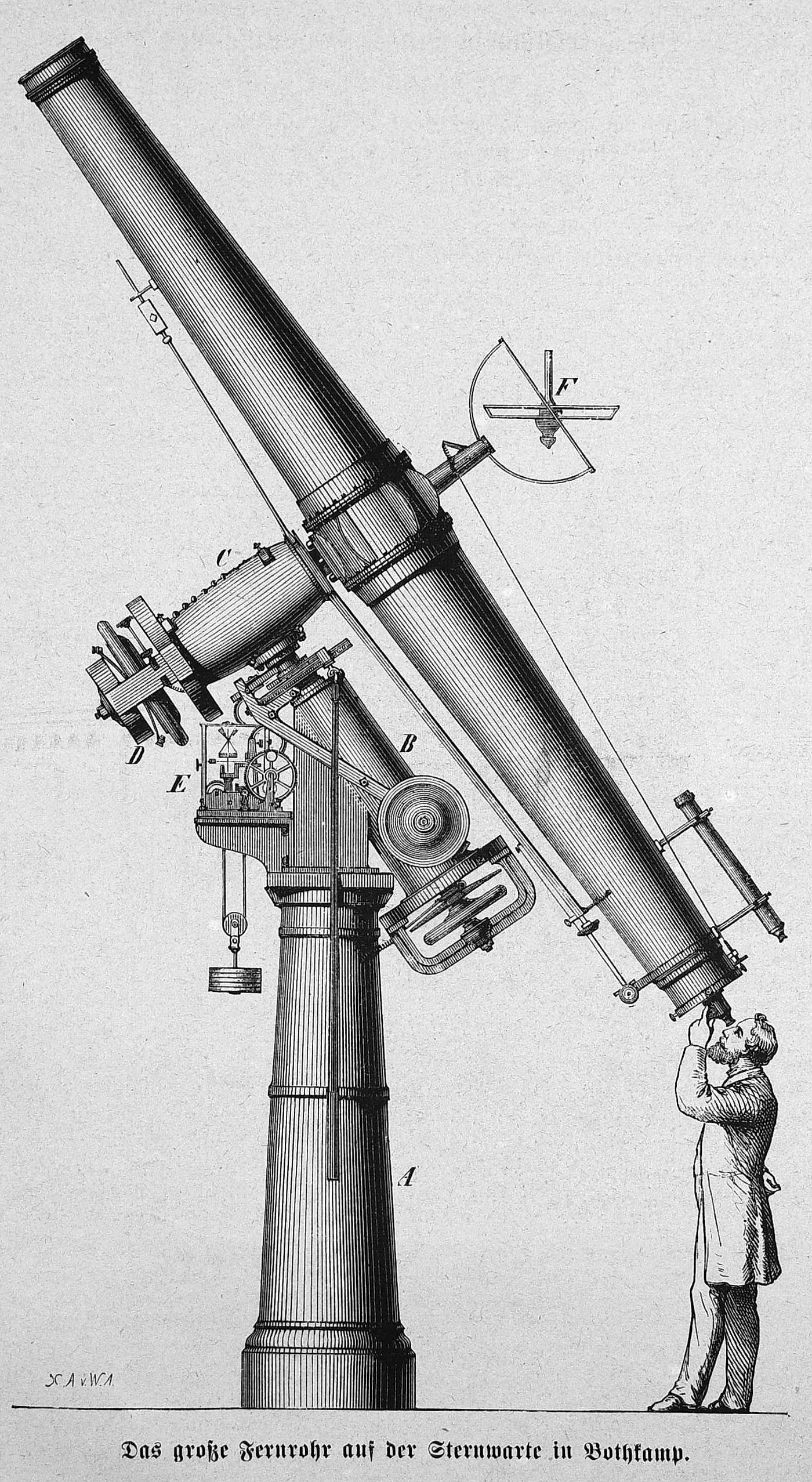
«Великий телескоп в обсерваторії в Боткампі» в 1871 році в журналі «Die Gartenlaube»

У 1869 році за пропозицією астронома Карла Фрідріха Целльнера землевласник і камергер Фрідріх Густав фон Бюлов (1814—1893) заснував у своєму маєтку приватну обсерваторію, витративши на це 700 000 марок та оснастивши її найсучаснішим обладнанням. Основним приладом був рефрактор з апертурою 29,3 см і фокусною відстанню 4,9 м, який був найбільшим телескопом у Німеччині на той час. Бюлов придбав необроблений об'єктив для цього телескопа на Всесвітній виставці в Парижі в 1867 році, а гамбурзький оптик Гуґо Шредер за 150 000 марок виготовив з неї рефрактор.
З 1870 по 1874 роки Герман Карл Фоґель і Вільгельм Освальд Лозе працювали в Боткампі, займаючись там астрофізичними дослідженнями. Зокрема, вони проводили спектроскопічні та фотометричні дослідження зір. У 1874 році Фоґель і Лозе переїхали до Потсдамського астрофізичного інституту.
З 1881 по 1883 рік у Боткампі працював (нім.). У 1882 році він відкрив там астероїд 230 Атамантіс.
Після смерті Бюлова в 1883 році астрономічна діяльність у Боткампі занепала, а в 1914 році — припинилася. Сім'я Бюллова скасувала угоду про дарування обсерваторії Кільському університету, укладену з Паулем Гарцером у 1919 році, і доручила Курду Кісшауеру продати майно, але це не вдалося. У 1930-х роках будівлю було зруйновано. Обладнання потрапило до музею в Кілі.
Тепер на території обсерваторії залишились лише фундаменти.